# Kawee Tanjararak
Kawee Tanjararak (tiếng Thái: กวี ตันจรารักษ์, sinh ngày 18 tháng 5 năm 1980) còn có nghệ danh là Beam (บีม), là một nam ca sĩ và diễn viên người Thái Lan. Anh là ca sĩ trong nhóm nhạc D2B gồm hai thành viên khác, Worrawech Danuwong (Dan) và Panrawat Kittikorncharoen (Big).

## Tiểu sử
Kawee Tanjararak sinh ngày 18 tháng 5 năm 1980 tại Thái Lan. Anh được đặt tên là Rawee, nhưng đã đổi tên trước khi vào trung học. Anh là anh trai của ba anh chị em. Em gái út Bua-Sarocha cũng là một nữ diễn viên và ca sĩ.

## Sự nghiệp
Beam ra mắt với tư cách là người mẫu và diễn viên khi anh đang học năm thứ hai đại học. Sau đó, anh ký hợp đồng với RS Public Company Limited năm 1999. Ngay sau đó, anh được biết đến là thành viên của một nhóm nhạc nam Thái Lan D2B,  gồm Dan Worrawech và Big Panrawat. Năm 2001. D2B đã giành giải thưởng Nghệ sĩ được yêu thích nhất từ Giải thưởng âm nhạc MTV năm 2003 tại Singapore, nhưng thật không may, Album chính thức thứ hai của họ chỉ được tiết lộ khi chuyện tồi tệ xảy ra.
Vào ngày 22 tháng 7 năm 2003, Big gặp tai nạn xe hơi và hôn mê. Vì lý do này, Beam đã quyết định xuất gia vào ngày 21 tháng 9 năm 2003. Sau khi rời khỏi tu viện, Beam và Dan đã thực hiện album từ thiện "D2B the Neverending Album Tribute to Big D2B" và hòa nhạc "D2B the Neverending Concert Tribute to Big D2B "để mang lại cho gia đình Big lợi nhuận cho việc điều trị. Sau đó, Beam đi du lịch tới Úc để học chương trình tiếng Anh từ Queensland College Of English khoảng sáu tháng.
Năm 2005, Beam và Dan trở lại với tư cách là bộ đôi Dan-Beam. Album của họ đã nhận được phản hồi tích cực giống như D2B đã làm, nhưng cuối cùng, họ đã tuyên bố tan rã D2B vào ngày 25 tháng 10 năm 2007. Album đặc biệt cuối cùng "DB2B (Dan-Beam to Big)" cũng là album từ thiện cho gia đình của Big.
Năm 2008, album solo của Beam đã được phát hành. Hơn nữa, anh được chỉ định làm Đại sứ WWF đầu tiên của Thái Lan trong ba năm liên tục để tham gia vào nhiều sự kiện môi trường như Giờ Trái đất.
Một năm trước khi chấm dứt hợp đồng của RS năm 2010, Beam đã bị RS đình chỉ. Vì vậy, anh bắt đầu và dành hai năm sau đó để chăm sóc doanh nghiệp riêng của mình, Trip Buster Ltd, đã đóng cửa vào năm 2013. Anh trở lại màn ảnh vào năm 2011 và phát hành một đĩa đơn vào năm 2012. Bây giờ, anh là một diễn viên tự do và ca sĩ.

## Sự nghiệp ca hát

### Album phòng thu

#### D2B
- D2B (2001)
- D2B Summer (2002)
- Type Two (2003)
- D2B the Neverending Album Tribute to Big D2B (2004)...Chan-Ja-Jab-Mheu-Ther-Aw-Wai song was produced by Beam (lyric) and Dan (melody).

#### Dan-Beam
- The Album (2005)
- The Album II: Relax (2006)
- The Album 3: Freedom (2007)
- DB2B (Dan-Beam to Big)(2007)

#### Beam
- Beam (2008)...Duai-Hua-Jai-Ther song was written by Beam

### Ca khúc tiêu biểu

#### D2B
- Meu-Thee-Mong-Mai-Hen - RS Meeting Concert 2001 Star Mission's special song (2001)
- Tuk-Wi-Na-Thee (Acoustic Version) - RS Acoustic for Friends' special song (2002)
- Mee-Ther - RS Star Club's special song (2002)
- Marathon - Marathon Dance Expo (2003)
- Sud-Rang-Ten - Marathon Dance Expo (2003)
- Chai-Mak-A-Rom-Nee - Marathon Dance Expo (2003)
- D2B YMCA MIX - Marathon Dance Expo (2003)
- Yu-Thee-Ther-Leau - Anti-Counterfeit Concert (2003)
- Tham-Duai-Mhue Sang-Duai-Jai Anti-Counterfeit Concert (2003)

#### Dan-Beam
- Thing-Hua-Jai-Wai-Thee-Ther - MIXICLUB's special song (2005)
- Ya-Krod-Nan - MIXICLUB's special song (2005)
- Luk-Kong-Poe - Luk-Kong-Poe album (2006)
- Pleaw-Fai-Haeng-Plai-Fan - Suphanburi's Game (2006)
- Kon-Thai-Rak-Kan - Southern Thailand Insurgency-involved song (2006)
- Infinite - Freedom Around the World Live in Concert's special song (2007)...Lyric by Beam and melody by Dan
- Nai-Jai-Ter-Mee-Hua-Jai-Chan-Eak-Duang - "Ma-Has-Sa-Jan-Kwam-Kid-Teung" D2B Encore Concert 2015...Melody by Dan

#### Beam
- Duai-Ai-Rak - OST. Sexphone and the Lonely Wave (2003)
- Klab-Ma-Dai-Mhai - OST. Sexphone and the Lonely Wave (2003)
- Tha-Mae-Mai-Leau-Krai-Rak - Missing Mom Riang-Kuam-Ruan-Mae album (2005)
- Porn-Kong-Poe - Luk-Kong-Poe album (2006)
- Kon-Klai-Chid-Kid-Ja-Seung - OST. Ku-Pan-Ku-Puan (2008)
- Pak-Kang-Kwa-Jai - OST. Sed-Thee-Kang-Khiang (2009)
- Sak-Wan-Chan-Ja-Jab-Mheu-Ther - OST. Sed-Thee-Kang-Khiang (2009)
- Jud-Plian - Love Maker II by AM:PM (2009)
- Mai-Yak-Mai-Mee-Ther - OST. Bangkok Sweeter (2011)
- Rak-Rai-Siang - OST. Mae-Tang-Rom-Bai (2012)
- Rak-Mai-Roo-Dab - OST. Jood-Nut-Pob (2012)

### Concerts

#### D2B
- RS Meeting Concert Star Mission (2001)... Guest
- D2B Summer Live in Concert (2002)
- Marathon Dance Expo Concert (2002)... Guest
- D2B Goodtime Thanks Concert for Friends (2002)
- Anti-Counterfeiting Concert (2002)... Guest
- D2B the Miracle Concert (2003)
- PCT Marathon Dance (2003)... Guest
- Anti-Counterfeiting Concert (2002)... Guest
- D2B the Neverending Concert Tribute to Big D2B (2004)
- "Kid-Teung" (Missing) D2B Live Concert 2014 (2014)
- "Ma-Has-Sa-Jan-Kwam-Kid-Teung" D2B Encore Concert 2015 (2015)

#### Dan-Beam
- Kid-Mak Concert (2005)
- Unseen Concert (2005)
- Riang-Kuam-Rung-Mae (2005)... Guest
- Thai-Chinese Friendship Concert (2005)... Guest
- Nice Club Concert (2006)
- Rao-Ja-Pen-Kon-Dee Concert (2007)... Guest
- Freedom Around the World Live in Concert (2007)
- Concert Pleng-Khong-Po Ja-Rong-Pleng-Po Hai-Preo-Tee-Sud (2014)... Guest

#### Beam
- One Man & Fan-Krai-Mai-Ru Concert (2008)
- Salz Systema Show in One 22 (2009)...Guest
- Halloo Beam Concert (2009)
- My Name is Kim Concert (2009)...Guest
- My Blue World Concert (2009)...Guest
- 72 Years Chula Accounting Charity Concert and Enjoy with Soontraporn Song (2011)...Guest

### Music video
- Ther-Rak-Chan-Roo - Momay (2001)
- Sa-Pa-Wa-Thing-Tua - Dan (2011)
- Bao-Wan - Wan Thanakrit (2012)

## Phim tham gia

### Phim điện ảnh
- Where is Tong (2001)... Khing
- Omen (2003)... Beam
- Sexphone and the Lonely Wave (2003)... Due
- Noodle Boxer (2006)... - (Extra)
- Ponglang Amazing Theatre (2007)... Win
- Bangkok Sweety (2011)... Fin
- Valentine Sweety (2012)... Fin
- Sat2Mon (2012)... Pokpong
- The Room (2013)... Bo

### Phim truyền hình

#### Lakorn
| Năm  | Tựa                                           | Vai                   | Đài         | Đóng với                               |
| ---- | --------------------------------------------- | --------------------- | ----------- | -------------------------------------- |
| 2005 | Pee Nong Song Lued                            | Phuwanart Asavayothin | CH9         | Manasnan Panlertwongskul               |
| 2005 | Ja Ae Baby                                    | Cherngchai            | CH3         | Pakramai Potranant                     |
| 2006 | Mungkorn Sorn Payak Vua rồng                  | Morakot               | CH3         | Pakramai Potranant                     |
| 2007 | Poot Rak Na Mo                                | Mothana               | CH7         | Punyaporn Pongpipat                    |
| 2007 | Koo Pun Koo Puan                              | Somkid                | CH7         | Amika Klinprathum                      |
| 2008 | Four Reigns                                   | Aod                   | CH5         |                                        |
| 2010 | Sethee Kaang Kiang                            | Kim                   | CH3         | Sakolrat Wornurai                      |
| 2012 | Mae Taeng Rom Bai                             | Maitree (Mike)        | CH3         | Patcharin Jukrairuanpol                |
| 2012 | Tarnchai Nai Sai Mok                          | Fahkram               | CH3         | (khách mời)                            |
| 2013 | Ga Gub Hong Tình bất phân ly                  | Sarahach              | CH8         | Savika Chaiyadej                       |
| 2013 | Ruk Sutrit Người con gái tôi yêu              | Tan Sattayarak        | CH3         | Nichari Chokprajakchat                 |
| 2015 | Kaew Ta Waan Jai                              | Pop                   | CH3         | (khách mời)                            |
| 2015 | Song Ruk Song Winyarn Song kiếp đào hoa       | Anawat "Wut" Sarapat  | One 31      | Pattarasaya Kreursuwansiri             |
| 2017 | Chani Phi Lak                                 | Chot Surichai (Cho)   | WorkpointTV | Pattarasaya Kreursuwansiri             |
| 2017 | Bunlang Dok Mai Công tử về vườn               | Thongrob (Rob)        | CH3         | Matcha Mosimann                        |
| 2017 | Game Maya Chuyện chàng vệ sĩ và nàng siêu sao | Kawin Akkarawong      | One 31      | Atthama Chiwanitchaphan                |
| 2019 | Glarb Pai Soo Wun Fun                         | Dr. Kanchat           | PPTV36      |                                        |
| 2019 | Game Rak Ao Keun Oán tình                     | Ekkapoom              | GMM25       | Woranuch Wongsawan & Napapa Thantrakul |
| 2020 | Game Rak Ao Keun Oán tình (sửa lại kết khác)  | Ekkapoom              | GMM25       | Woranuch Wongsawan & Napapa Thantrakul |
| 2022 | Raan Dok Ngiw                                 |                       | CH8         |                                        |
|      | Yomathut Kub Poot Sao                         |                       | CH3         |                                        |

#### Series
| Năm         | Tựa                                                               | Vai                 | Đài         | Đóng với                                      |
| ----------- | ----------------------------------------------------------------- | ------------------- | ----------- | --------------------------------------------- |
| 2005 - 2006 | Rot Duan Kabuan Sood Tai                                          | Chi                 | CH9         |                                               |
| 2006        | Puan Sab See Kun See                                              | Wee                 | CH9         |                                               |
| 2011        | Popular movies of the weekend                                     | Dong                | CH3         |                                               |
| 2011        | Love Therapy                                                      | Mor Phumrat         | CH9         |                                               |
| 2012 - 2015 | Jut Nat Pope                                                      | Eakkapop Benjanakin | CH3         | Sushar Manaying                               |
| 2012        | Sood Yod 2                                                        | Mor Good            | CH9         | (khách mời)                                   |
| 2014        | Raberd Tiang Thaew Trong                                          | Dr. Kim             | CH5         |                                               |
| 2015 - 2016 | Raberd Therd Therng Sing To Thong                                 | Sing                | WorkpointTV |                                               |
| 2015        | Lun Rak Kham Rua                                                  | Teeyai              | CH8         | Prisana Kumpusiri                             |
| 2016        | True Love Story Series: Krai Krung Neung                          | Thir                | True4u      | Natthaweeranuch Thongmee                      |
| 2016        | We were born in the 9th Reign. The series, when my father's house | Ton                 | One 31      | Worrawech Danuwong                            |
| 2017        | Allergy to Bangkok: Making a New Love, the Same Heart             | Toss                | GMM25       |                                               |
| 2017        | Fabulous 30: The Series                                           | Nop                 | One 31      | Preechaya Pongthananikorn                     |
| 2017        | Club Friday The Series 9: Rak Lud Loy Phai màu yêu thương         | Korn                | GMM25       | Pimmada Boriruksuppakorn & Siripon Yuktadatta |
| 2020        | Turn Left Turn Right                                              | Pat                 | GMM25       | Ornjira Larmwilai                             |